# Carex setigera
Carex setigera är en halvgräsart som beskrevs av David Don. Carex setigera ingår i släktet starrar, och familjen halvgräs.

## Underarter
Arten delas in i följande underarter:
- C. s. schlagintweitiana
- C. s. setigera